# Hans Gierster
Hans Gierster (* 12. Januar 1925 in München; † 20. September 1995 in Straubing) war ein deutscher Dirigent.

## Leben

### Ausbildung und Anfangsjahre
Gierster war Schüler von Clemens Krauss und arbeitete ab 1942 als Korrepetitor in München. Am Düsseldorfer Opernhaus war er von 1945 bis 1952 engagiert. Von 1952 bis 1956 war er Kapellmeister an der Bayerischen Staatsoper und dirigierte bei den Vorstellungen im damaligen Ausweichquartier des Prinzregententheaters schwerpunktmäßig Opern von Mozart, Verdi und Richard Strauss. 1956 wurde er Generalmusikdirektor am Theater Freiburg. Dort realisierte er Wagners Der Ring des Nibelungen sowie die Hindemith-Opern Cardillac und Mathis der Maler, wodurch er auch überregional bekannt wurde.

### GMD am Opernhaus Nürnberg
Von Herbst 1965 bis Sommer 1988 war er Generalmusikdirektor am Opernhaus Nürnberg. Als Nürnberger GMD debütierte er zur Spielzeiteröffnung 1965/66 mit Fidelio. In der Interimsspielzeit 1964/65 hatte er zuvor bereits zwei Produktionen als Gastdirigent betreut, Boris Godunow und Aida. Nach dem Tode des Generalintendanten Karl Pschigode übernahm Gierster ab 1971 (bis 1976) zusätzlich auch die Operndirektion am Opernhaus Nürnberg und erhielt als GMD einen Vertrag auf Lebenszeit.
Gierster legte in Konzert und Oper den Schwerpunkt auf Komponisten wie Gustav Mahler (1977, 8. Sinfonie), Anton Bruckner, Arnold Schönberg (1981, Gurrelieder zusammen mit den Nürnberger Symphonikern), Hans Werner Henze und Krzysztof Penderecki und leitete zahlreiche Ur- und Erstaufführungen, unter anderem Werke von Boris Blacher, Werner Egk, Wilhelm Killmayer, György Ligeti, Aribert Reimann und Hans Zender. Er vergrößerte das Philharmonische Orchester auf 87 Musiker, erhöhte die Probenzeiten, reduzierte die Anzahl der Operetten im Spielplan und verlegte aus Platzgründen die Philharmonischen Konzerte in die neugebaute Meistersingerhalle.
Als Operndirigent setzte er sich vor allem für die musikalische Avantgarde ein. Er leitete vielbeachtete Aufführungen wie Moses und Aron (Premiere: Dezember 1970, Regie: Hans-Peter Lehmann), Die Soldaten von Bernd Alois Zimmermann (Premiere: Juni 1974, Regie: Hans-Peter Lehmann), die Doppel-Oper Träume von  Isang Yun (Premiere: Februar 1969, Regie: Wolfgang Weber/Bild: Peter Heyduck) oder Intolleranza 70 (Premiere: Mai 1970) von Luigi Nono.
Mit der Träume-Produktion gastierte Gierster bei den Wiener Festwochen, sowie in Berlin, München und Frankfurt am Main; mit Intollerenza 70 beim Maggio Musicale Fiorentino.
Als Operndirektor verpflichtete er zahlreiche Schauspielregisseure an das Nürnberger Opernhaus, unter anderem Hans Neuenfels (1974 für Der Troubadour), Hansgünther Heyme (Spielzeit 1974/75 für Wozzeck, mit Dunja Vejzovic als Marie), Hans Hollmann, Hansjörg Utzerath, Luca Ronconi, Alfred Kirchner und Peter Mussbach.

### Rückzug und Tod
Seine letzte Nürnberger Opern-Premiere als GMD war Elektra in der Spielzeit 1986/87 (Premiere: Mai 1987). Danach zog sich Gierster, nachdem er zum August 1988 vorzeitig seinen Vertrag gekündigt hatte, aus gesundheitlichen Gründen vom Amt des GMD zurück. Sein letztes Konzert dirigierte er im Februar 1989 in der Nürnberger Meistersingerhalle, Don Quixote von Richard Strauss mit den Nürnberger Philharmonikern.
Gierster starb im Alter von 70 Jahren in einem Straubinger Hospital an den Folgen eines Schlaganfalls. Er wurde auf dem Nürnberger Johannisfriedhof beigesetzt.